# Chumphon
10°29′38″N 99°10′48″Ø / 10.49389°N 99.18000°Ø
Chumphon (ชุมพร) er hovedbyen i provinsen Chumphon i det sydlige Thailand. Byen ligger cirka 460 kilometer syd for Bangkok, på den malaysiske halvø ud til Thailandbugten. Befolkningstallet udgjorde i 2005 33.522. Byen er opkaldt efter prins Chumphon, en af kong Chulalongkorn af Siams (Rama V) sønner.
Stranden ved Chumphon beskrives som en af thailands smukkeste.
Fra Chumphon er der bådforbindelser til ferieøerne Koh Tao, Koh Phangan og Koh Samui. Toglinjen fra Bangkok til Singapore går via Chumpon, desuden er der busforbindelser til Hun Hin og Bangkok.
Områdets primære økonomiske kilde er landbrug. I 1989 blev området i Chumphon ramt af en tyfon som ødelagde mange af plantagerne, men takket være jordens frugtbarhed blev plantagerne hurtigt genetableret.